# 津軽薫
津軽 薫（つがる かおる、1853年 - 1918年）は日本の士族。菊池楯衛らが結成した津軽果樹研究会のメンバー。

## 生涯
弘前藩御城代津軽右近の長男として生まれる。本家津軽直記に子がなかったためその後をつぐ。
1870年、旧藩主による土地分与では田舎舘に土地をあたえられたものの帰農せず、特別の計らいで紺屋町九十番戸に屋敷をもらい、そこで果樹栽培をおこなう。
リンゴ、ブドウ、スグリ、ハタンキョウ（アーモンド）を栽培し、また、除虫菊を栽培してのみ取粉を製造・販売していたこともあるといわれている。津軽承昭は薫の精励ぶりを評価して綴玉園と命名したものの、明治30年代初期の害虫の蔓延で被害をうけ屋敷を売却する。木洗いという徹底した駆除法を実施できなかった士族屋敷のリンゴは大方このとき姿をけしてしまったといわれている。
その後、高照神社の社掌となり、百沢で生涯をとじる。リンゴの大猩々は薫のところで初成りしたものといわれ、「津軽中大猩々の名は薫る」という句が証拠となっている。
子に、津軽完祥 孫に、津軽尚(完祥の子)